# Enoplognatha tadzhica
Enoplognatha tadzhica är en spindelart som beskrevs av Sytshevskaja 1975. Enoplognatha tadzhica ingår i släktet Enoplognatha och familjen klotspindlar. Inga underarter finns listade i Catalogue of Life.